# توکتو (کاناس-چومبیویلکاس)
توکتو (به اسپانیایی: Tuqtu) یک کوه در پرو است که در Peru, Cusco Region, Canas Province, Chumbivilcas Province واقع شده‌است. توکتو ۴٬۴۰۰ متر بالاتر از سطح دریا واقع شده‌است.
در جنوب غربی توکتو، همچنین در مرز استان های کاناس و چومبیویلکاس، قله ای به ارتفاع 4750.9 متر (15587 فوت) به نام توکتو (Tocto) وجود دارد.